# Iván József (színművész)
Iván József (Esztergom, 1925. február 24. – Budapest, 2012. április) magyar színész, operaénekes (tenor).

## Életpályája
Esztergomban született, 1925. február 24-én. 1983-ban mesélte:

„…piliscsévi vagyok. Anyám szlovák, apám bolgár kertész volt. Nekem is van egy kis bolgárkertészetem Budán…A felszabadulás után Esztergomban jártam iskolába…Sokat énekeltem az akkori legényegyletben. Egyszer a kórház egyik — mit tesz a véletlen — bolgár származású orvosa meghallgatott. Volt egy énektanárnő ismerőse a főiskolán. Elvitt hozzá. Felvettek. Első tanárom, az akkor még énekszakos, később világhírű mélyhegedűs, Lukács Pál volt…Ilosfalvy Róberttel, Lukin Lászlóval, Baksay Árpáddal (aki szintén esztergomi) láttunk neki a kollégium szervezéséhez. Lényegében az akkor csinált kollégium, ma a Bartók Béla Zenei Középiskola kollégiuma. Az operavizsgámon a Tosca harmadik felvonását énekeltem. Partnernőm a ma Debrecenben éneklő remek szoprán, Tibay Krisztina volt. Tanáraim: Mikó András, az opera rendezője, Lukács Miklós ugyancsak az Operaház tagja, neves karmester. Utolsó vizsgáimat Vaszy Viktornál tettem  le. ”

Iskoláit szülővárosában végezte és a helyi legényegylet kórusában énekelt. Itt figyeltek fel rá, és egy próbaéneklés után felvették a Zeneakadémiára. Pályáját 1957-től a Szegedi Nemzeti Színházban kezdte, 1964-től a kecskeméti Katona József Színház szerződtette. 1966-tól az Állami Déryné Színház, majd 1979-től 1985-ig, nyugdíjba vonulásáig a Népszínház operatársulatának tagja volt.

## Fontosabb színházi szerepei
- Gaetano Donizetti: Don Pasquale... Don Pasquale; Ernesto
- Gaetano Donizetti: Szerelmi bájital... A szerelmes Nemorino
- Gaetano Donizetti: A csengő... Spiridione, a szolga
- Gaetano Donizetti: Az ezred lánya... Jegyző
- Gioachino Rossini: A sevillai borbély... Almaviva gróf
- Gioachino Rossini: Ez történt Velencében... Bruschino úr fia
- Ruggero Leoncavallo: Bajazzók... Beppo, komédiás
- Friedrich von Flotow: A richmondi vásár... Lyonel, földbérlő
- Kodály Zoltán: Háry János... Napóleon
- Kacsóh Pongrác: János vitéz... Kukorica János
- ifj. J. Strauss: A cigánybáró... Barinkay János
- Joseph Haydn: A patikus... Sempronio, a patikus
- Wolfgang Amadeus Mozart: Szöktetés a szerájból... Belmonte; Janicsár
- Franz Schubert: Asszonyháború (Összeesküvők)... Ferdinánd
- Bedřich Smetana: Az eladott menyasszony... Jancsi, béreslegény
- Modeszt Petrovics Muszorgszkij: Egy éj a kopár hegyen (A szorocsinci vásár)... A pópa fia
- Lehár Ferenc: A vándordiák... A diák
- Eugène Scribe: Hét erdő ördöge... Lorenzo
- Otto Nicolai: A windsori víg nők... Fenton, ifjú nemes
- Alekszandr Boriszovics Raszkin - Morisz Romanovics Szlobodszkij: Filmcsillag... Gudzenkó
- Jacques Offenbach: Hoffmann meséi... Ferenc, a süket szolga
- Kálmán Imre: Marica grófnő... Török Péter
- Fényes Szabolcs: Maya... Kapitány
- Lehár Ferenc: A víg özvegy... Camille de Rosillon; Vicomte Cascade
- Jacobi Viktor: Sybill... Petrov
- Huszka Jenő: Gül Baba... Gábor, lantos diák